# Pijavice (miasto Trebinje)
Pijavice (cyr. Пијавице) – wieś w Bośni i Hercegowinie, w Republice Serbskiej, w mieście Trebinje. W 2013 roku liczyła 13 mieszkańców.